# حسن رحمان‌پناه
حسن رحمان‌پناه (۱۳۴۰ در سقز - )، فعال سیاسی و کمونیست ایرانی و از رهبران کومله سازمان کردستان حزب کمونیست ایران و حزب کمونیست ایران است. او عضو کنونی کمیته مرکزی کومه‌له‌است.

## زندگی
حسن رحمان‌پناه در سال ۱۳۴۰ در روستای خیدر در ۵ کیلومتری شهر سقز در استان کردستان به دنیا آمد. او در همان روستا وارد دبستان شد و تا پایان دورۀ ابتدایی درس خواند. سپس برای ادامۀ تحصیل به شهر سقز رفته و تا بهار ۱۳۵۸ که در این شهر دیپلم گرفت در این شهر زندگی کرد. در آن دوران به دلیل وقوع انقلاب بهمن ۱۳۵۷ و درگیری در کردستان ایران، به فعالیت سیاسی روی آورد. او که از دوران دبیرستان با فعالیت‌های گروه‌های چپ در کردستان آشنا شده‌بود، از بهمن ۱۳۵۷ و به دنبال علنی شدن فعالیت‌های سازمان کوملۀ انقلابی زحمتکشان کردستان ایران،‌ به این سازمان پیوست و فعالیت خود را با این تشکیلات ادامه داد.

## فعالیت‌های سیاسی
حسن رحمان‌پناه در دوره‌های مختلف در کمیتۀ مرکزی حزب کمونیست ایران و کومله، سازمان کردستان حزب کمونیست ایران حضور داشته‌است. او هم‌اکنون نیز عضو حزب کمونیست ایران و سازمان کردستان این حزب (کومله) است و در کمیتۀ مرکزی کومله عضویت دارد.